# Million Dollar Legs (film, 1939)
Pour les articles homonymes, voir Million Dollar Legs.
Pour plus de détails, voir Fiche technique et Distribution.
Million Dollar Legs est un film américain réalisé par Nick Grinde, sorti en 1939, avec Betty Grable, Jackie Coogan, John Hartley, Donald O'Connor, Joyce Mathews et Larry Crabbe dans les rôles principaux.

## Synopsis
Freddie Frye, président du corps étudiant d'une université, essaye de relancer les courses à bateaux. 

## Fiche technique
- Titre original : Million Dollar Legs
- Réalisation : Nick Grinde et Edward Dmytryk (non-crédité)
- Assistant réalisateur : Alvin Ganzer
- Scénario : Richard English et Lewis R. Foster
- Photographie : Harry Fischbeck
- Montage : Arthur P. Schmidt
- Musique : John Leipold, Friedrich Hollaender (non crédité)
- Direction artistique : Hans Dreier et William Flannery
- Décors : A. E. Freudeman
- Producteur : William C. Thomas
- Société de production : Paramount Pictures
- Société de distribution : Paramount Pictures
- Pays d'origine : États-Unis
- Langue originale : anglais
- Format : Noir et blanc - 1,37:1 - Mono
- Genre : Comédie dramatique
- Durée : 65 minutes
- Date de sortie : États-Unis : 14 juillet 1939

## Distribution
- Betty Grable : Carol Parker
- John Hartley : Greg Melton Jr.
- Larry Crabe : Coach Jordan
- Donald O'Connor : Sticky Boone
- Jackie Coogan : Russ Simpson
- Dorothea Kent : Susie Quinn
- Joyce Mathews : Bunny Maxwell
- Peter Lind Hayes (en) : Freddie Ten-Percent Fry
- Richard Denning : Hunk Jordan
- Phil Warren : Buck Hogan
- Edward Arnold Jr. : Blimp Garrett
- Thurston Hall : Gregory Melton Sr.
- Roy Gordon : Dean Wixby
- Matty Kemp (en) : Ed Riggs
- William Tracy : Egghead Jackson
- Roy Gordon : Dean Wixby
- Russ Clark : Referee

Acteurs non crédités
- George Anderson (en)
- Tom Dugan
- Byron Foulger
- William Holden
- George Magrill
- J. Scott Smart (en)
- Russell Wade